# Интеллект собак (книга)
«Интеллект собак» (англ. The Intelligence of Dogs) — книга, написанная доктором Стенли Кореном, профессором психологии Университета Британской Колумбии в Ванкувере (Канада). Опубликована в 1994 году. В книге объясняется теория Корена о различиях в поведении, дрессуре и интеллекте между породами собак.

## Методология
Автор взял за основу в определении интеллекта собаки два критерия: понимание новой команды и исполнение команды с первого раза. Им были отправлены запросы судьям из Американского и Канадского клубов собаководства, в которых он попросил оценить породы собак. Было получено 199 ответов, на основании которых он составил свой список. Этот метод не связан с генетическими особенностями интеллекта (например, с изобретательностью и пониманием общей ситуации).
Недостатком этой шкалы, по собственному признанию автора, является её сильная зависимость от способностей к послушанию и исполнению команд (например, для рабочих или служебных собак), и слабая связь с пониманием и творчеством (например, охотничьи собаки). Как результат, некоторые породы находятся на более низких местах в списке из-за их упрямого или независимого характера, что вовсе не делает их слабо интеллектуальными или непригодными к обучению.
Корен определил три аспекта интеллекта собак в своей книге:
- инстинктивный интеллект (англ. instinctive intelligence) — способность собаки выполнять задачи, для которых она была выведена;
- адаптивный интеллект (англ. adaptive intelligence) — способность собаки решать проблемы собственными силами;
- рабочий интеллект (англ. working and obedience intelligence) — способность собаки к обучению.

Корен делит все породы собак на шесть условных категорий:
- 1-10: собаки с превосходными способностями к обучению (англ. Brightest Dogs);
- 11-26: собаки с отличными способностями к обучению (англ. Excellent Working Dogs);
- 27-39: собаки со способностями к обучению выше среднего (англ. Above Average Working Dogs);
- 40-54: собаки со средними способностями к обучению (англ. Average Working/Obedience Intelligence);
- 55-69: собаки со способностями к обучению ниже среднего (англ. Fair Working/Obedience Intelligence);
- 70-79: собаки с плохими способностями к обучению (англ. Lowest Degree of Working/Obedience Intelligence).

Стэнли Корен отмечает, что недавно выведенные породы собак, как правило, более умны, способны и легче поддаются дрессировке, чем представители древних, давно известных видов.
Кроме самого списка, книга включает в себя разделы, посвящённые общему развитию собак, охоте и другим способностям животных.

## Рейтинг собак по породам

### Собаки с превосходными способностями к обучению
- Способность к пониманию новой команды менее чем за 5 повторений.
- Исполнение команды с первого раза: в 95 % случаев и выше.

- 1. Бордер-колли
  2. Пудель
  3. Немецкая овчарка
  4. Золотистый ретривер
  5. Доберман
  6. Шелти
  7. Лабрадор-ретривер
  8. Папийон
  9. Ротвейлер
  10. Австралийская пастушья собака

### Собаки с отличными способностями к обучению
- Освоение новой команды — от 5 до 15 повторений.
- Исполнение команды с первого раза: в 85 % случаев и выше.   1.  Вельш-корги (пемброк)
  2. Цвергшнауцер
  3. Английский спрингер-спаниель
  4.  Бельгийская овчарка (тервюрен)
  5.  Шипперке
  6. Колли длинношёрстный, колли короткошёрстный
Немецкий шпиц (кеесхонд)
  7. Курцхаар
  8. Прямошерстный ретривер
Английский кокер-спаниель
Миттельшнауцер
  9. Бретонский эпаньол
  10. Кокер-спаниель
  11. Веймаранер
  12. Бельгийская овчарка (малинуа)
Бернский зенненхунд
  13. Померанский шпиц
  14. Ирландский водяной спаниель
  15. Венгерская выжла
  16. Вельш-корги (кардиган)

### Собаки со способностями к обучению выше среднего
- Освоение новой команды — от 15 до 25 повторений.
- Исполнение команды с первого раза: в 70 % случаев и выше.   1. Чесапик-бей-ретривер
Пули
Йоркширский терьер
  2. Ризеншнауцер
  3. Эрдельтерьер
Фландрский бувье
  4. Бордер-терьер
Бриар
  5. Вельш-спрингер-спаниель
  6. Манчестер-терьер
  7. Самоедская собака
  8. Филд-спаниель
Ньюфаундленд
Австралийский терьер
Американский стаффордширский терьер
Гордон-сеттер
Бородатая колли
  9. Керн-терьер
Керри-блю-терьер
Ирландский сеттер
  10. Норвежский элкхаунд
  11. Аффенпинчер
Австралийский шелковистый терьер
Карликовый пинчер
Английский сеттер
Фараонова собака
Кламбер-спаниель
  12. Норвич-терьер
  13. Далматин

### Собаки со средними способностями к обучению
- Освоение новой команды — от 25 до 40 повторений.
- Исполнение команды с первого раза: в 50 % случаев и выше.   1. Бедлингтон-терьер
Фокстерьер
Ирландский мягкошерстный пшеничный терьер
  2. Курчавошёрстный ретривер
Ирландский волкодав
  3. Кувас
Австралийская овчарка
  4. Салюки
Финский шпиц 
Пойнтер
  5. Кавалер-кинг-чарльз-спаниель
 Дратхаар
  6. Чёрноподпалый кунхаунд
 Американский водяной спаниель 
  7. Сибирский хаски
 Бишон-фризе
 Кинг-чарльз-спаниель
  8. Тибетский спаниель
 Английский фоксхаунд
 Американский фоксхаунд
 Оттерхаунд
 Грейхаунд
Гриффон Кортальса
  9. Вест-хайленд-уайт-терьер
Шотландский дирхаунд
  10. Боксёр
Немецкий дог
  11. Такса
Стаффордширский бультерьер
  12. Аляскинский маламут
  13. Уиппет
Шарпей
Жесткошёрстный фокстерьер
  14. Родезийский риджбек
  15. Поденко ибиценко
Вельш-терьер
Ирландский терьер
  16. Бостонский терьер
Акита-ину

### Собаки со способностями к обучению ниже среднего
- Освоение новой команды — от 40 до 80 повторений.
- Исполнение команды с первого раза: в 30 % случаев и выше.   1. Скайтерьер
  2. Норфолк-терьер
 Силихем-терьер
  3. Мопс
  4. Французский бульдог
  5. Брюссельский гриффон
 Мальтийская болонка
  6. Левретка
  7. Китайская хохлатая собака
  8. Денди-динмонт-терьер
 Вандейский бассет-гриффон
 Тибетский терьер
 Японский хин
 Лейкленд-терьер
  9. Бобтейл
  10. Пиренейская горная собака
  11. Скотч-терьер
 Сенбернар
  12. Бультерьер
  13. Чихуахуа
  14. Лхасский апсо
  15. Бульмастиф

### Собаки с плохими способностями к обучению
- Освоение новой команды — от 80 до 100 повторений.
- Исполнение команды с первого раза: в 25 % случаев и выше.   1. Ши-тцу
  2. Бассет-хаунд
  3. Мастиф
  4. Бигль
  5. Пекинес
  6. Бладхаунд
  7. Русская псовая борзая
  8. Чау-чау
  9. Английский бульдог
  10. Басенджи
  11. Афганская борзая